# Los acuchilladores de parqué
Los acuchilladores de parqué o Los acepilladores de parqué (en francés, Les raboteurs de parquet) es un cuadro del pintor francés Gustave Caillebotte pintado en 1875. Se encuentra en el Museo de Orsay, en París.

## Historia de la obra
Tras realizar su obra, Caillebotte presentó el lienzo al Salón de París de 1875, pero el jurado lo rechazó, considerando que su tema era vulgar e indigno de entrar en la exposición oficial. Tras esto, Caillebotte decidió participar en la segunda de las exposiciones del grupo impresionista, en 1876, de la que además fue el principal impulsor, y expuso allí Los acuchilladores. Este cuadro formó parte de un lote de cuarenta y cinco pinturas que Camille Pissarro, Pierre-Auguste Renoir, Alfred Sisley y el propio Caillebotte vendieron en 1877 al Hotel Drouot de París, pero el pintor quiso recuperar su obra, que permaneció hasta 1894, fecha de su muerte, en su colección particular. Tras la muerte del pintor, sus herederos donaron la obra al estado francés, con la intermediación de Renoir, su albacea. Entre 1896 y 1929 el cuadro permaneció en el Museo del Luxemburgo, en el recinto del Jardín de Luxemburgo de la capital francesa. En 1929 la tela pasó a manos del Museo del Louvre. Permaneció en el edificio principal del museo, el Palacio del Louvre, hasta que en 1947 se trasladó a la Galería del Jeu de Paume, una sala de exposición, dependiente igualmente del Louvre, situada en el Jardín de las Tullerías, donde se reunieron las pinturas de los impresionistas. Con la inauguración, en 1986, del Museo de Orsay, este cuadro, como el resto de la colección de pintura impresionista, fue trasladado al nuevo museo. En la actualidad se encuentra expuesto en la sala 30 del nivel 5 del museo.

## Análisis de la obra
En cuanto al tema, Los acuchilladores de parquet constituye uno de los primeros ejemplos de obra pictórica cuyo tema es el proletariado urbano. En la pintura realista, de la que los impresionistas se sienten continuadores[cita requerida], ambos en oposición al academicismo oficial, era usual la aparición de campesinos y trabajadores rurales —como en El Ángelus de Millet—, pero no así la de trabajadores urbanos. De hecho, el cuadro fue rechazado por el jurado del Salón por considerar que su tema era vulgar. Una de las innovaciones de los impresionistas, que ya habían apuntado los realistas y naturalistas, fue subvertir las convenciones respecto de los temas considerados apropiados para una pintura. Frente a la preferencia por los temas históricos y mitológicos propia del arte académico, los impresionistas —en particular los que no fueron fundamentalmente paisajistas, como Degas, Renoir o el propio Caillebotte— aspiran a reflejar las formas de vida contemporáneas, los nuevos modos de vivir y las nuevas figuras de una sociedad en un acelerado proceso de modernización. Sin embargo, hay que señalar que, dentro de la temática de la vida moderna, el trabajo manual no fue uno de los temas predilectos de los impresionistas. Solo Caillebotte y Degas lo tratan con cierta frecuencia, este último sobre todo en su serie de «planchadoras» (repasseuses).
Formalmente, el cuadro revela la sólida formación académica de Caillebotte y parece lejano de los experimentos formales de sus compañeros impresionistas. Lo novedoso, como es habitual en Caillebotte, es más bien la perspectiva y el encuadre, y no tanto la pincelada o los estudios sobre la luz característicos sobre todo de los paisajistas impresionistas como Monet o Pissarro. La perspectiva está muy marcada, el dibujo está muy trabajado y la anatomía de los personajes recuerda a la de los dioses de la pintura clásica.